# Синяково (Мордовия)
Синяково — деревня Краснослободского района Республики Мордовия в составе Куликовского сельского поселения. 

## География
Находится на расстоянии примерно 5 км по прямой на запад от районного центра города Краснослободск.

## История
Известна с 1869 года, когда была учтена как казенная деревня Краснослободского уезда Новая Ивановка (Синяковский Выселок) из 30 дворов.

## Население
Постоянное население составляло 32 человека (русские 100%) в 2002 году, 24 в 2010 году .